# شهرستان نیامیرا
شهرستان نیامیرا (به لاتین: Nyamira County) یک شهرستان در کنیا است. شهرستان نیامیرا ۹۱۲٫۵ کیلومتر مربع مساحت و ۶۰۵٬۵۷۶ نفر جمعیت دارد.